# LINC-8

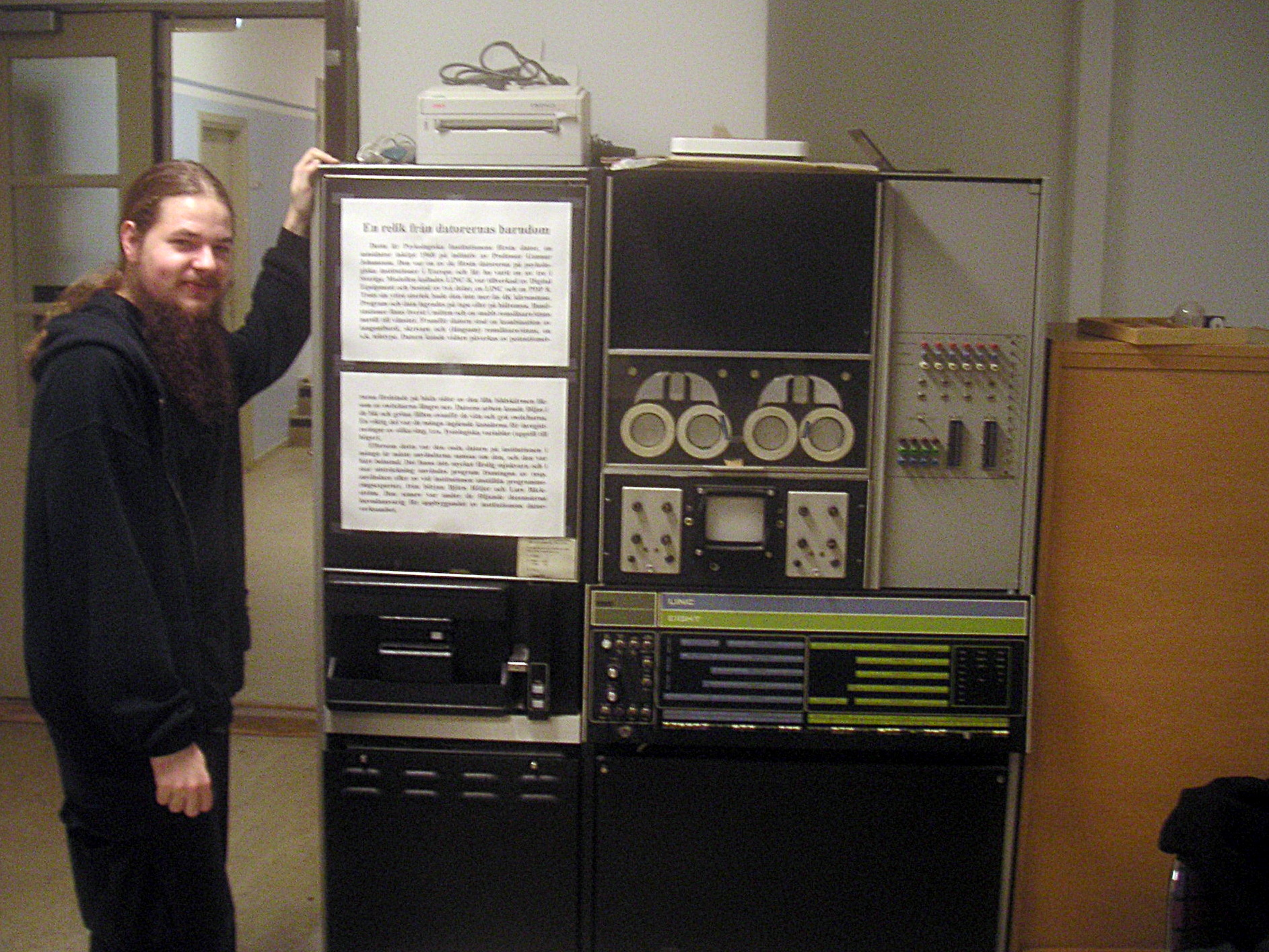
LINC-8

Le LINC-8 (de l'anglais Laboratory INstrument Computer) est un mini-ordinateur de la société Digital Equipment produit à partir de l'année 1965.
Sa taille de mots était de 12 bits.
Il a été remplacé par le PDP-12 en 1969.